# Pajkan Teheran
Pajkan (perz. پيکان تهران) je iranski nogometni klub iz Teherana.
Pokrovitelj mu je glavni iranski proizvođač motornih vozila Iran Hodro, a klupsko ime nosi prema jednom od njegovih prijašnjih modela.
Osnovan je 1967. godine i glavno igralište mu je Stadion Tahti koji prima 30.000 gledatelja.
Među iranskim klubovima se isticao po tome što ima bolju nadgradnju i upravu, ali se to nije odrazilo na klupske uspjehe.
Nakon osvojene lige Azadegan u sezoni 2011./12., Pajkan se plasirao u prvu nogometnu ligu.

## Vanjske poveznice
- (perz.)(engl.) Službene klupske stranice  Arhivirana inačica izvorne stranice od 15. prosinca 2020. (Wayback Machine)
- (engl.) Statistike iranske profesionalne lige